# Burggrafenamt (Bezirksgemeinschaft)

Südtirol mit der Bezirksgemeinschaft Burggrafenamt in Grün

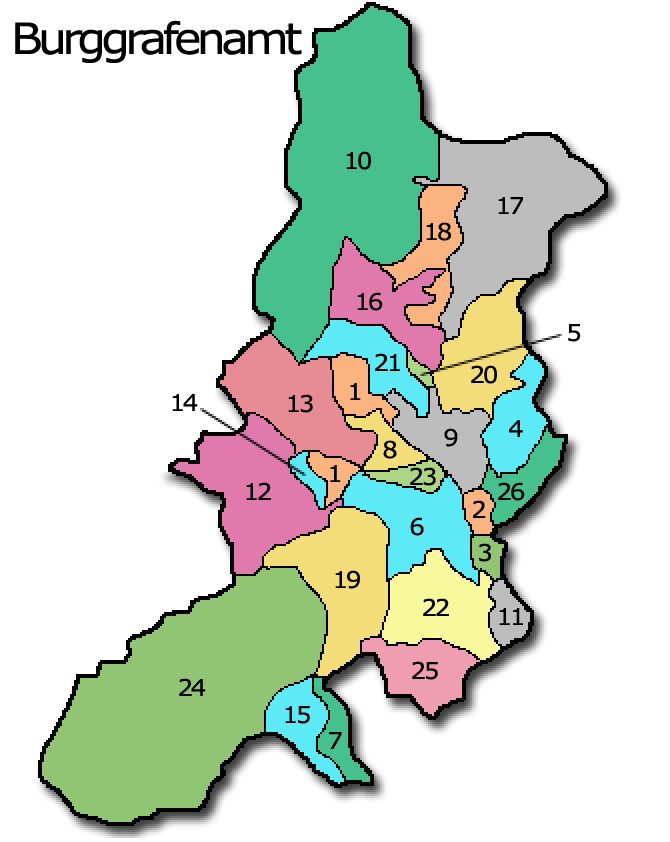
Gemeinden des Burggrafenamtes

Die Bezirksgemeinschaft Burggrafenamt (italienisch Comunità comprensoriale Burgraviato) wurde 1971 gegründet. Ursprünglich umfasste die Bezirksgemeinschaft 23 Gemeinden, 1973 traten noch die Gemeinden Partschins, Plaus und Naturns bei und 1986 schließlich die Stadt Meran. Die 26 Gemeinden (St. Felix und Unsere Liebe Frau im Walde fusionierten 1974) erstrecken sich auf einem Gebiet von 1.101 km² mit rund 100.000 Einwohnern (Stand 2014) im eigentlichen Burggrafenamt sowie in angrenzenden Gebieten wie am Deutschnonsberg und im unteren Vinschgau. Hauptstadt ist Meran.
Bei der Volkszählung gaben rund 77 % der Einwohner des Burggrafenamts an, Deutsch als Umgangssprache zu verwenden. Rund 22,69 % waren italienischsprachig, die meisten davon leben in Meran. Außerhalb von Meran waren im Burggrafenamt 6 % italienischsprachig.
Die Gemeinden der Bezirksgemeinschaft sind:
1. Algund,
2. Burgstall,
3. Gargazon,
4. Hafling,
5. Kuens,
6. Lana,
7. Laurein,
8. Marling,
9. Meran,
10. Moos,
11. Nals,
12. Naturns,
13. Partschins,
14. Plaus,
15. Proveis,
16. Riffian,
17. St. Leonhard,
18. St. Martin,
19. St. Pankraz,
20. Schenna,
21. Tirol,
22. Tisens,
23. Tscherms,
24. Ulten,
25. Unsere Liebe Frau im Walde-St. Felix und
26. Vöran.

## Meraner Land
Die Tourismusvereine der Bezirksgemeinschaft Burggrafenamt haben sich mit dem Tourismusverein Schnalstal zur Ferienregion Meraner Land zusammengeschlossen.